# 苞茅
苞茅（学名：Hyparrhenia bracteata）为禾本科苞茅属下的一个种。